# Прапор Гіюмаа
Прапор Гіюмаа (ест. Hiiumaa lipp) є офіційним символом Гіюмаа, одного з повітів Естонії.

## Опис
Прапор становить собою прямокутне полотнище зі співвідношенням ширини до довжини як 7:11, яке складається з двох рівновеликих горизонтальних смуг: верхньої білої та нижньої зеленої. Посередині білої смуги розміщено герб повіту.
Стандартний розмір прапора 105x165 см.

## Історія
Прапор офіційно впроваджено 25 листопада 1996 року.